# KIWI – Kino Women International
Kino Women International (KIWI) war eine internationale Assoziation osteuropäischer Filmemacherinnen, die 1988 in Tiflis gegründet wurde. Ziel der Assoziation war die gegenseitige Unterstützung von Filmemacherinnen im Berufsleben, internationaler Informationsaustausch und damit zusammenhängend das Organisieren von Kongressen, Filmfestivals und internationalen Treffen.

## Geschichte
Bereits 1987 hatten sich auf Einladung der georgischen Regisseurin Lana Gogoberidse und weiteren sowjetischen Frauen bei einem Filmfestival in Moskau mehr als 300 Festivalteilnehmerinnen aus 24 Ländern organisiert, um eine internationale Assoziation für Frauen in Filmberufen zu gründen. Neben größtenteils sowjetischen Filmemacherinnen waren auch Regisseurinnen, Drehbuchautorinnen, Filmkritikerinnen, Schauspielerinnen sowie Drehbuchautorinnen aus Frankreich, Großbritannien, Deutschland und den USA anwesend.
Im Anschluss daran fand vom 26.2. bis 3.3.1988 der offizielle Gründungskongress von KIWI - Kino Women International in Tiflis statt. Das erste Präsidium von KIWI wurde gebildet durch Jackie Buet, Susan Reinolds, Márta Mészáros, Fee Vaillant, Vera Chytilová, Nelly Pavláskova, die Filmkritikerin Jelena Stisova, die Drehbuchautorin Natalija Rjazanceva. Lana Gogoberidse wurde zur Vorsitzenden von KIWI gewählt.
Vom 6. bis 11.11.1989 fand das erste KIWI-Filmfest in Prag statt. Kurze Zeit später begann der Fall des Ostblocks und der Verband verlor seine finanzielle Unterstützung. Offiziell wurde KIWI nie aufgelöst, die Aktivitäten wurden jedoch zu Zeiten des Umbruchs in Osteuropa weitestgehend eingestellt.

## Weblink
- Geschichte von KIWI: Gespräch mit Pavla Frýdlová, Lana Gogoberidze und B. Ruby Rich im Rahmen des Remake Frankfurter Frauen Film Tage 2019